# Jerrycan
En jerrycan (også skrevet jerry can eller jerrican) var oprindeligt en robust brændstofbeholder fremstillet af presset stål. Den blev designet i Tyskland i 1930'erne til militærbrug til at indeholde 20 l brændstof. 
Udviklingen af jerrycanen var en stor forbedring fra tidligere design, som krævede værktøj og en tragt for at bruges. 
I dag bruges lignende design som brændstof- og vandbeholdere, og nogle er fremstillet i plast. Designet efterligner ofte det oprindelige design i stål, og kendes stadig som jerrycans.
Designet tillod bl.a. at beholderen udvidede sig en lille smule, når den blev fyldt, og håndtaget gør det muligt at bære den af én eller to personer.